# Doris Schröder-Köpf

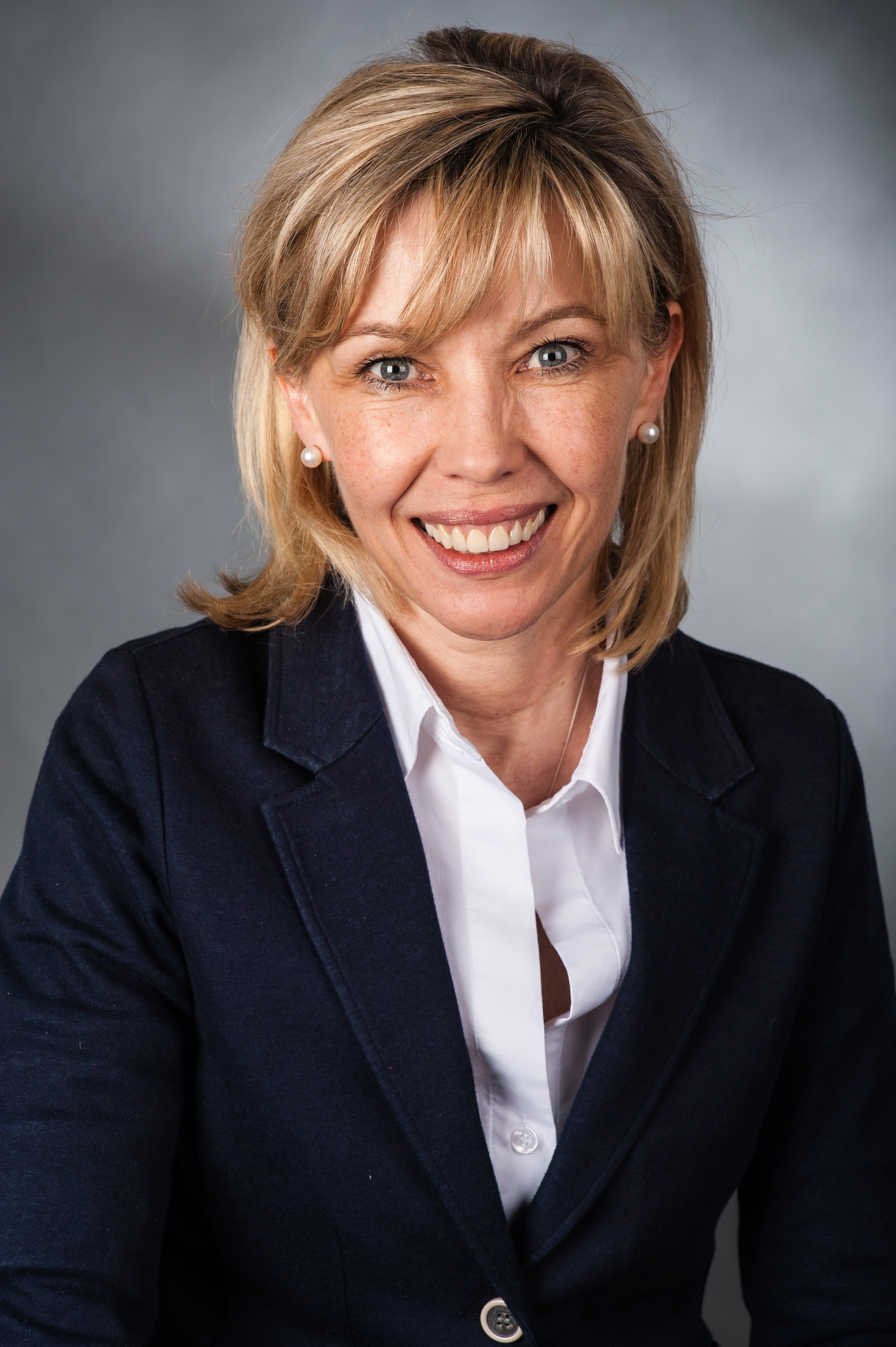
Doris Schröder-Köpf, 2013

Doris Maria Schröder-Köpf, geb. Köpf (* 5. August 1963 in Neuburg an der Donau) ist eine deutsche Politikerin (SPD), Journalistin und Autorin. Als Journalistin hat sie unter anderem für Bild und den Focus gearbeitet. Sie war von 1997 bis April 2018 mit dem SPD-Politiker Gerhard Schröder in dessen vierter Ehe verheiratet. In seiner Amtszeit (1998–2005) übernahm sie als Frau des Bundeskanzlers karitative Aufgaben. Seit 2013 ist Schröder-Köpf Abgeordnete des Niedersächsischen Landtages. Von 2013 bis 2022 hatte sie das Ehrenamt als niedersächsische Landesbeauftragte für Migration und Teilhabe inne.

## Leben
Köpf wuchs als Tochter eines Mechanikermeisters und einer Hausfrau in Tagmersheim bei Donauwörth auf und hat einen Bruder. In den Jahren 1973 bis 1982 besuchte sie das katholische St.-Bonaventura-Gymnasium in Dillingen an der Donau, das sie mit dem Abitur abschloss.
Sie absolvierte von 1982 bis 1984 ein Volontariat bei der Augsburger Allgemeinen und arbeitete dort im Anschluss als Redakteurin. Im Jahr 1987 ging sie zur Bild-Zeitung und war Parlamentskorrespondentin in Bonn. Köpf begleitete ihren damaligen Partner, den ARD-Korrespondenten Sven Kuntze, 1990 nach New York. Aus dieser Verbindung stammt ihre Tochter, die 1991 in New York geboren wurde. Kurz danach trennten sich Kuntze und Köpf, und sie kehrte mit ihrer Tochter nach Bayern zurück. 1992 wechselte sie zum Magazin Focus ins Ressort Innenpolitik.
Im Jahr 1997 heiratete Köpf den damaligen niedersächsischen Ministerpräsidenten Gerhard Schröder. Wegen ihres Mannes zog sie nach Hannover und arbeitete eine Zeit lang als Redakteurin beim Radiosender Antenne Niedersachsen. Nach der Wahl ihres Mannes zum Bundeskanzler im Jahr 1998 stand Schröder-Köpf in besonderem Maße im Interesse der Öffentlichkeit. Sie war Schirmherrin diverser Kinder- und Jugendprojekte, u. a. Nummer gegen Kummer, Stepkids und Teen Spirit Island, und der Drogenberatungseinrichtung Prisma. Von Januar 2011 bis April 2012 war Schröder-Köpf Aufsichtsratsmitglied des Warenhauskonzerns Karstadt.
Schröder-Köpf und ihr Ehemann Schröder adoptierten 2004 ein dreijähriges Mädchen aus Sankt Petersburg und 2006 einen Jungen. Die Familie lebte lange im hannoverschen Stadtteil Zoo und zog im Juni 2009 in den Stadtteil Waldhausen um. Im März 2015 und im Herbst 2016 wurde berichtet, Schröder-Köpf habe sich von ihrem Ehemann Gerhard Schröder getrennt. Die Trennung erfolgte im Mai 2016 nach 18 Jahren Ehe. Sie begann im Jahr 2016 eine Beziehung mit dem damaligen niedersächsischen Innenminister Boris Pistorius (SPD). 
Anfang Juni 2022 wurde bekannt, dass sie sich getrennt haben.
Sie hat drei Kinder, ein leibliches und zwei adoptierte.

## Politik

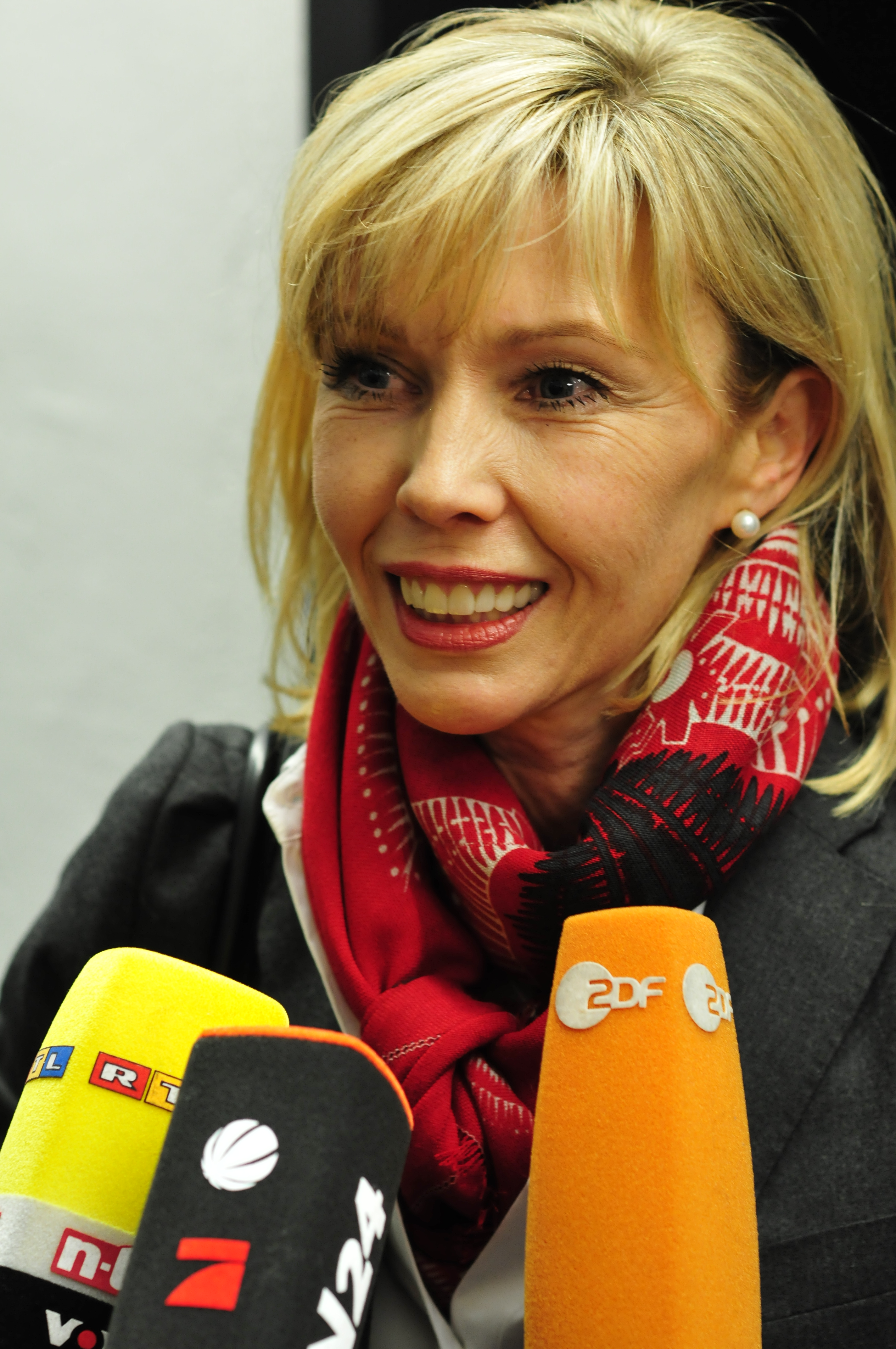
Doris Schröder-Köpf am Wahlabend der niedersächsischen Landtagswahl am 20. Januar 2013

Doris Schröder-Köpf trat im Jahr 1997 in die SPD ein. Sie war 2009 Mitglied der 13. Bundesversammlung und 2017 Mitglied der 16. Bundesversammlung.
Im Januar 2012 kündigte sie an, als Direktkandidatin für die SPD im niedersächsischen Landtagswahlkreis Hannover-Döhren für die Landtagswahl 2013 anzutreten. Bei einer Wahlkreiskonferenz am 21. März 2012 vereinigte sie in einer Kampfabstimmung 25 von 40 Delegiertenstimmen auf sich, setzte sich damit gegen die langjährige Landtagsabgeordnete Sigrid Leuschner durch und sicherte sich die Kandidatur. Als Wahlkreiskandidatin verlor sie jedoch trotz Zweitstimmenmehrheit der SPD mit acht Prozentpunkten Rückstand recht deutlich. Dennoch zog sie über die Landesliste in den Landtag ein.
Zum 16. April 2013 berief die niedersächsische Landesregierung Schröder-Köpf in ihrer Eigenschaft als Landtagsabgeordnete zur niedersächsischen Landesbeauftragten für Migration und Teilhabe, die bei der Niedersächsischen Staatskanzlei angesiedelt ist.
Bei der niedersächsischen Landtagswahl am 15. Oktober 2017 konnte sie ihren Erststimmenanteil auf 38,2 Prozent der Stimmen steigern und den Wahlkreis direkt gewinnen. Damit setzte sie sich gegen den CDU-Kandidaten Dirk Toepffer durch, der auf 36,7 Prozent der Stimmen kam.
Bei der Landtagswahl 2022 erhielt sie in ihrem Wahlkreis 30,5 Prozent der Erststimmen und Toepffer erhielt 29,9 Prozent.
Schröder-Köpf gehört dem SPD-Bezirksvorstand Hannover an. Am 12. September 2015 wurde sie auf dem Parteitag in Hildesheim als Beisitzerin in den Vorstand gewählt. Mit 152 Stimmen wurde sie am 11. Juni 2017 auf dem Bezirksparteitag in Göttingen wiedergewählt.
Schröder-Köpf ist Mitglied des Vorstands des Deutsch-Russischen Forums e. V.

## Auszeichnung
- Impression, als Frau des Jahres 2004 (verliehen von der Zeitschrift Bunte)

## Veröffentlichungen
- Der Kanzler wohnt im Swimmingpool oder Wie Politik gemacht wird. Frankfurt 2001, ISBN 3-593-36802-1.